# Víctor Fernández
Víctor Fernández Braulio (Saragoça, 28 de novembro de 1960), é um treinador espanhol de futebol.
O seu maior título foi a Copa Europeia/Sul-Americana de 2004 conquistado pelo Porto, de Portugal, na sua breve passagem pelo clube.

## Títulos

### Treinador
- Real Zaragoza
  - Copa del Rey: 1994
  - Liga Europa da UEFA: 1995
- Celta Vigo
  - Copa Intertoto da UEFA: 2000
- FC Porto
  - European Super Cup:
    - Runners-Up: 2004

  - Copa Intercontinental: 2004